# Дні юності
Дні юності (яп. 学生ロマンス 若き日, Wakaki hi ;англ. Days of Youth) — японський комедійний фільм року режисера Одзу Ясудзіро. Це найстаріший із збережених до наших днів фільм режисера.

## Сюжет
Дія фільму починає розвиватися у північно-західній частині Токіо. Фільм, знятий у комедійному жанрі, оповідає про двох студентів: розумного і старанного Ватанабе (Ічіро Юкі) і лобуряки Ямамото (Тацуо Сайто), між якими виникає мимовільне суперництво через дівчину, що сподобалася їм, на ім'я Тіеко (Джунко Мацуї). Під кінець навчального року перед іспитом хлопці вирушають у гори з групою однокурсників відпочити на гірськолижному курорті. Тут, на лижні, вони знову зіткнуться з Тіеко, але як виявиться, вона приїхала сюди для сватання з Хатамото, лідером їхнього лижного клубу. Іспити, вони до речі, теж провалять.

## У ролях
- Ічіро Юкі — Бін Ватанабе (студент)
- Тацуо Сайто — Шуїчі Ямамото (студент)
- Джунко Мацуї — Чіеко
- Іїда Теко — мати Тіеко
- Ейко Такамацу — господиня
- Сьоічі Кофудзіта — Сьодзі (її син)
- Ічіро Окуні — професор Анаяма
- Такеші Сакамото — професор
- Шінічі Хіморі — Хатамото (студент)
- Фусао Ямада — Кобаясі (студент)
- Тісю Рю — студент

## Фільмування
Восьма кінострічка Одзу, знята з кінця лютого до початку квітня 1929 року і перша з робіт майстра, що збереглися. Робоча назва «Пам'ять» (Omoide) була замінена на «Дні юності» (Wakaki hi) ще до публічного показу фільму.
Акіра Фусімі, один із найвідоміших на той час сценаристів студії «Shochiku» з комедійним обдаруванням, вставив у сценарій багато цікавих гуморних сцен. Найцікавішою є друга частина фільму — сцени, зняті на гірськолижних схилах у провінції Сінсю. Сам Одзу був великим любителем лижного відпочинку і в ті часи щозиму не відмовляв собі в задоволенні відпочити в горах. На зйомках «Днів юності» двадцятип'ятирічний режисер, сам ровесник своїх героїв, поєднував приємне з корисним — знімав фільм і катався на лижах. З акторів — виконавиця головної жіночої ролі Дзюнко Мацуї теж добре могла триматися на лижах, а ось виконавець головної чоловічої ролі актор Ітіро Юкі, як і його кіногерой, був абсолютним новачком.
У студії «Nikkatsu», яка конкурує компанії «Shochiku», катання на лижах також було популярним заняттям. У «Nikkatsu» за кілька місяців до цього Мокудо Сігеру зняв фільм «Викрутаси на лижах» (Suki moshin), в якому фірма, що конкурує, явно вирішила посміятися над своїми суперниками, назвавши героїв свого опуса іменами сценаристів зі студії «Shochiku». Одзу та Фусімі надали можливість відігратися: імена сценаристів «Nikkatsu» з'являються у «Днях юності». Та й не лише назвали героїв іменами сценаристів конкурентів, але Одзу додумався ще й до того, щоб ім'я начальника сценарного відділу студії «Nikkatsu» було написане у фільмі на вивісці цирульника. Веселими та захоплюючими виявилися «дні юності» не лише у героїв фільму, а й у знімальної групи Одзу.